# استسقاء عام
الاستسقاء العام هو حالة طبية تتميز بانتفاخ أو تورم واسع في الجلد بسبب انصباب السوائل في الفضاء خارج الخلية.
عادةً ما يكون سببه فشل الكبد (تشمع الكبد)، الفشل الكلوي، فشل القلب الأيمن، وكذلك سوء التغذية الحاد/نقص البروتين. الزيادة في احتباس الملح والماء الناجم عن انخفاض النتاج القلبي يمكن أن يؤدي أيضًا إلى الاستسقاء العام على المدى الطويل.
ويمكن أيضًا أن يكون سببه خارجيًا، عن طريق السوائل الوريدية. أو بعض عوامل العلاج الكيميائي المضادة للسرطان المشتقة من النباتات، مثل الدوسيتاكسيل يسبب الاستسقاء العام من خلال متلازمة تسرب شعيري غير مفهومة.
في غبطة بارتس، يؤدي ارتفاع نسبة الأكسجين إلى ضعف توصيل الأكسجين إلى الأنسجة المحيطية، مما يؤدي للاستسقاء العام.